# Хоан Васкес
Хоан Феліпе Васкес Ібарра або просто Хоан Васкес (ісп. Johan Felipe Vásquez Ibarra; нар. 22 жовтня 1998, Новохора, Сонора, Мексика) — мексиканський футболіст, захисник італійського «Дженоа» і національної збірної Мексики. 

## Клубна кар'єра
Футбольну кар'єру розпочав у молодіжній команді УАНЛ, наступний рік перебував вже в складі «Побладо Мігель Алеман», а завершував виступив в 2016 році вже в складі «Сімарронес де Сонора». 22 липня 2017 року матчі проти «Мурсілагос» дебютував у Лізі Ассенсо. Влітку 2018 року перейшов до «Монтеррея». 7 жовтня в матчі проти «Крус Асуль» дебютував у мексиканській Примері. 28 квітня 2019 року в поєдинку проти «Некакси» Хоан відзначився першим голом за «Монтеррей». У тому ж році Васкес допоміг клубу виграти Лігу чемпіонів КОНКАКАФ.
Згодом протягом 2020–2021 років захищав кольори «УНАМ Пумас», а 16 серпня 2021 року на умовах оренди приєднався до італійського «Дженоа». У січні наступного року італійський клуб викупив контракт мексиканця за 3,5 мільйони євро. За результатами сезону 2021/22 генуезці втратили місце в Серії A, проте Васкес продовжив виступи в елітному дивізіоні, оскільки влітку 2022 року був відданий в оренду до «Кремонезе», команди що навпаки підвищилася в класі з другого дивізіону.
Влітку 2023 року повернувся до «Дженоа», яка на той час повернула собі місце в елітному італійському дивізіоні.
22 лютого 2024 року продовжив контракт з «Дженоа» до 2027 року.

## Кар'єра в збірній
2019 року в складі олімпійської збірної Мексики взяв участь в Панаммериканських іграх у Перу. На турнірі зіграв у матчах проти команд Панами, Аргентини, Еквадора, Гондураса та Уругваю. У поєдинку проти еквадорців Хоан відзначився голом.
3 жовтня того ж року в товариському матчі проти збірної Тринідаду і Тобаго Васкес дебютував за збірну Мексики.
2023 року у складі збірної став володарем Золотого кубка КОНКАКАФ.

## Статистика виступів

### Статистика клубних виступів
Станом на 3 вересня 2023
| Сезон                  | Команда                | Чемпіонат              | Чемпіонат | Чемпіонат | Національний кубок | Національний кубок | Національний кубок | Континентальні кубки | Континентальні кубки | Континентальні кубки | Інші змагання | Інші змагання | Інші змагання | Усього | Усього |
| Сезон                  | Команда                | Ліга                   | Ігор      | Голів     | Ліга               | Ігор               | Голів              | Ліга                 | Ігор                 | Голів                | Ліга          | Ігор          | Голів         | Ігор   | Голів  |
| ---------------------- | ---------------------- | ---------------------- | --------- | --------- | ------------------ | ------------------ | ------------------ | -------------------- | -------------------- | -------------------- | ------------- | ------------- | ------------- | ------ | ------ |
| 2017–18                | «Сонора»               | ЛА                     | 25        | 0         | КМ                 | 8                  | 0                  | -                    | -                    | -                    | -             | -             | -             | 33     | 0      |
| 2018–19                | «Монтеррей»            | ПД                     | 11        | 1         | КМ                 | 8                  | 0                  | -                    | -                    | -                    | -             | -             | -             | 19     | 1      |
| 2019-січ. 2020         | «Монтеррей»            | ПД                     | 2         | 0         | КМ                 | 2                  | 0                  | ЛЧ                   | 2                    | 0                    | КЧС           | 1             | 0             | 7      | 0      |
| Усього за «Монтеррей»  | Усього за «Монтеррей»  | Усього за «Монтеррей»  | 13        | 1         |                    | 10                 | 0                  |                      | 2                    | 0                    |               | 1             | 0             | 26     | 1      |
| січ.-черв. 2020        | «УНАМ Пумас»           | ПД                     | 10        | 1         | КМ                 | 0                  | 0                  | -                    | -                    | -                    | -             | -             | -             | 10     | 1      |
| 2020–21                | «УНАМ Пумас»           | ПД                     | 39        | 1         | -                  | -                  | -                  | -                    | -                    | -                    | -             | -             | -             | 39     | 1      |
| Усього за «УНАМ Пумас» | Усього за «УНАМ Пумас» | Усього за «УНАМ Пумас» | 49        | 2         |                    | 0                  | 0                  |                      | -                    | -                    |               | -             | -             | 49     | 2      |
| 2021–22                | «Дженоа»               | A                      | 28        | 1         | КІ                 | 2                  | 0                  | -                    | -                    | -                    | -             | -             | -             | 30     | 1      |
| 2022–23                | «Кремонезе»            | A                      | 25        | 1         | КІ                 | 4                  | 0                  | -                    | -                    | -                    | -             | -             | -             | 29     | 1      |
| 2023–24                | «Дженоа»               | A                      | 3         | 0         | КІ                 | 1                  | 1                  | -                    | -                    | -                    | -             | -             | -             | 4      | 1      |
| Усього за «Дженоа»     | Усього за «Дженоа»     | Усього за «Дженоа»     | 31        | 1         |                    | 3                  | 1                  |                      | -                    | -                    |               | -             | -             | 34     | 2      |
| Усього за кар'єру      | Усього за кар'єру      | Усього за кар'єру      | 143       | 5         |                    | 25                 | 1                  |                      | 2                    | 0                    |               | 1             | 0             | 171    | 6      |

### Матчі за збірну
Станом на 3 вересня 2023
| Дата       | Місто           | Господарі | Результат | Гості             | Турнір                                         | Голи | Примітки |
| ---------- | --------------- | --------- | --------- | ----------------- | ---------------------------------------------- | ---- | -------- |
| 2-10-2019  | Толука-де-Лердо | Мексика   | 2 – 0     | Тринідад і Тобаго | товариський матч                               | -    | 63'      |
| 30-6-2021  | Нашвілл         | Мексика   | 3 – 0     | Панама            | товариський матч                               | -    |          |
| 12-11-2021 | Цинциннаті      | США       | 2 – 0     | Мексика           | Відбір до ЧС 2022                              | -    | 82'      |
| 17-11-2021 | Едмонтон        | Канада    | 2 – 1     | Мексика           | Відбір до ЧС 2022                              | -    |          |
| 24-3-2022  | Мехіко          | Мексика   | 0 – 0     | США               | Відбір до ЧС 2022                              | -    |          |
| 27-3-2022  | Сан-Педро-Сула  | Гондурас  | 0 – 1     | Мексика           | Відбір до ЧС 2022                              | -    |          |
| 16-11-2022 | Жирона          | Мексика   | 1 – 2     | Швеція            | товариський матч                               | -    | 62'      |
| 23-3-2023  | Парамарибо      | Суринам   | 0 – 2     | Мексика           | Ліга націй КОНКАКАФ 2022-2023 - 1-й етап       | 1    |          |
| 18-6-2023  | Парадайз        | Панама    | 0 – 1     | Мексика           | Ліга націй КОНКАКАФ 2022-2023 - Фінал 3° posto | -    | 54'      |
| 25-6-2023  | Х'юстон         | Мексика   | 4 – 0     | Гондурас          | Кубок КОНКАКАФ 2023 - 1-й етап                 | -    |          |
| 29-6-2023  | Глендейл        | Гаїті     | 1 – 3     | Мексика           | Кубок КОНКАКАФ 2023 - 1-й етап                 | -    |          |
| 8-7-2023   | Арлінгтон       | Мексика   | 2 – 0     | Коста-Рика        | Кубок КОНКАКАФ 2023 - чвертьфінал              | -    |          |
| 12-7-2023  | Парадайз        | Ямайка    | 0 – 3     | Мексика           | Кубок КОНКАКАФ 2023 - півфінал                 | -    |          |
| 16-7-2023  | Інглвуд         | Мексика   | 1 – 0     | Панама            | Кубок КОНКАКАФ 2023 - Фінал                    | -    | 11'      |
| Усього     |                 | Матчів    | 14        |                   | Голів                                          | 1    |          |

## Досягнення
«Монтеррей»
- Суперкубок Мексики
  -  Фіналіст (1): 2018

- Кубок Мексики
  -  Фіналіст (1): 2018/19

- Ліга чемпіонів КОНКАКАФ
  -  Чемпіон (1): 2019

Мескика
- Володар Золотого кубка КОНКАКАФ (2): 2023, 2025
- Бронзовий призер Панамериканських ігор: 2019
- Бронзовий олімпійський призер: 2020